# Křelovice (ort i Tjeckien, Vysočina)
Křelovice är en ort i Tjeckien.   Den ligger i regionen Vysočina, i den centrala delen av landet, 80 km sydost om huvudstaden Prag. Křelovice ligger 485 meter över havet och antalet invånare är 362.
Terrängen runt Křelovice är platt. Runt Křelovice är det ganska tätbefolkat, med 62 invånare per kvadratkilometer. Närmaste större samhälle är Pelhřimov, 12,4 km söder om Křelovice. Omgivningarna runt Křelovice är en mosaik av jordbruksmark och naturlig växtlighet.